# حي السريان القديمة
حي السريان القديم (السريان القديمة) هو أحد أحياء مدينة حلب السورية يقع في مركز مدينة حلب ومحاذي لأحياء مركز المدينة أنشئ الحي فعلياً بالعام 1920.

## تاريخ الحي
بدأ إنشاء الحي فعلياً مع نزوح آلاف السريان من الرها ومدن الأقاليم السورية الشمالية هرباً من مذابح سيفو وكان السكان يسكنون في براكات مؤقتة حيث كان يجمع الحي غالبية من السريان الآراميون والأرمن.
ثم بدأ الحي شيئاً فشيئاً يأخذ شكلها الحضاري مع أبنية حلبية حجرية وكنائس سريانية. يسمى بحي "السريان القديم " أو " السريان القديمة " نسبة لسكانه السريان ويسمى بالقديم بسبب وجود قسم جديد منه يسمى بـ حي السريان الجديدة .

## السكان
يسكن الحي غالبية من السريان المسيحيين وهم منقسمون من سريان الرها والأقاليم السورية الشمالية ومن سريان حلبيون وسريان الجزيرة السورية . يضم الحي أيضاً معظم مكونات الشعب السوري من أكراد وعرب مسلمين وعلويون وأرمن وشركس.

## الموقع والأماكن المشهورة
يمتلك الحي موقعاً مهم جداً حيث أنه يتوسط أهم أحياء مركز المدينة حيث يجاور الحي عدة أحياء مثل حي الجميلية والمحافظة والسبيل ومحطة بغداد وحي السريان الجديدة.
يضم الحي عدد كبير من الكنائس السريانية كاثوليك وأرثوذكس وأشهرها كنيسة مار جرجس (حلب). إضافة لذلك يوجد عدد كبير من المدارس بالحي والمسابح والملاعب .